# Чернат (комуна)
Чернат (рум. Cernat) — комуна у повіті Ковасна в Румунії. До складу комуни входять такі села (дані про населення за 2002 рік):
- Ікафалеу (272 особи)
- Албіш (430 осіб)
- Чернат (3323 особи) — адміністративний центр комуни

Комуна розташована на відстані 168 км на північ від Бухареста, 21 км на північний схід від Сфинту-Георге, 46 км на північний схід від Брашова.

## Населення
За даними перепису населення 2002 року у комуні проживали 4025 осіб.
Національний склад населення комуни:
| Національність | Кількість осіб | Відсоток |
| -------------- | -------------- | -------- |
| угорці         | 3970           | 98,6%    |
| румуни         | 52             | 1,3%     |
| цигани         | 2              | < 0,1%   |
| українці       | 1              | < 0,1%   |

Рідною мовою назвали:
| Мова      | Кількість осіб | Відсоток |
| --------- | -------------- | -------- |
| угорська  | 3975           | 98,8%    |
| румунська | 50             | 1,2%     |

Склад населення комуни за віросповіданням:
| Релігія                                       | Кількість осіб | Відсоток |
| --------------------------------------------- | -------------- | -------- |
| реформати                                     | 2329           | 57,9%    |
| римо-католики                                 | 1587           | 39,4%    |
| православні                                   | 44             | 1,1%     |
| баптисти                                      | 44             | 1,1%     |
| греко-католики                                | 2              | < 0,1%   |
| унітарії                                      | 2              | < 0,1%   |
| лютерани (Синодально-пресвітеріанська церква) | 1              | < 0,1%   |
| не релігійні                                  | 1              | < 0,1%   |
| атеїсти                                       | 1              | < 0,1%   |